# مارسالا كالتشيو
مارسالا كالتشيو (بالإيطالية: S.S.D. Marsala Calcio)‏ هو اتحاد كرة قدم إيطالي مقره في مدينة مرسى علي، صقلية. يلعب النادي حاليًا في دوري الدرجة الرابعة.